# Krüdersheide und Götsche
Das Naturschutzgebiet Krüdersheide und Götsche befindet sich auf dem Gebiet der kreisfreien Stadt Solingen in Nordrhein-Westfalen. Es gilt als Teilgebiet der Bergischen Heideterrasse und erstreckt sich im Westen der Stadt Solingen zwischen den beiden namensgebenden Ortslagen Krüdersheide und Götsche. 

## Lage
Das Naturschutzgebiet befindet sich im äußersten Westen des Solinger Stadtgebiets im dortigen Stadtteil Ohligs. Das Solinger Stadtgebiet grenzt dort an die beiden Städte Hilden und Langenfeld an, die beide dem Kreis Mettmann angehören. Im Norden wird das Naturschutzgebiet Krüdersheide und Götsche durch das angrenzende Naturschutzgebiet Ohligser Heide sowie den Park am Engelsberger Hof begrenzt, der als Naturdenkmal ausgewiesen ist. Im Osten verläuft die Landesstraße 288, dort befindet sich im Bereich Hackhausen unter anderem das Schloss Hackhausen. Südlich fließt der Viehbach, westlich verläuft die Autobahn 3, die das Naturschutzgebiet in zwei Teile trennt.

## Gebietsbeschreibung
Das 54,74 ha große Gebiet ist seit 2005 unter der Kennung SG-010 als Naturschutzgebiet ausgewiesen. 
Schutzziele sind:
- Erhalt und Förderung des naturnahen Moorwaldkomplexes mit Moor- und Bruchwaldbereichen, der einen seltenen und gefährdeten Lebensraumtyp für anspruchsvolle, seltene und gefährdete Tier- und Pflanzenarten darstellt,

- Erhalt und Förderung von naturnahen Fließgewässern mit Unterwasservegetation - wie z. B. den Kniebach,

- Erhalt und Entwicklung der Vegetation des naturnahen Moor- und Bruchwaldes mit großflächigen Torfmoospolstern, Gagelbüsche, Stillgewässern und Röhrichtzonen,

- eine Vernetzung mit dem großen Naturschutzgebiet Ohligser Heide, das dieses Naturschutzgebiet an seinem nördlichsten Punkt berührt.

An seltenen und gefährdeten Tierarten, die im Naturschutzgebiet heimisch sind, nennt der Landschaftsplan u. a. den Habicht (Accipiter gentilis), die Waldohreule (Asio otus) und verschiedene Specht- und Fledermausarten (z. B. Großer Abendsegler (Nyctalus noctula)). Die Kartierung des Naturschutzgebietes ergab zudem zahlreiche seltene und gefährdete Pflanzenarten: Königsfarn (Osmunda regalis), Sumpf-Haarstrang (Peucedanum palustre), Wassernabel (Hydrocotyle vulgaris) und verschiedene Torfmoose (Sphagnum).

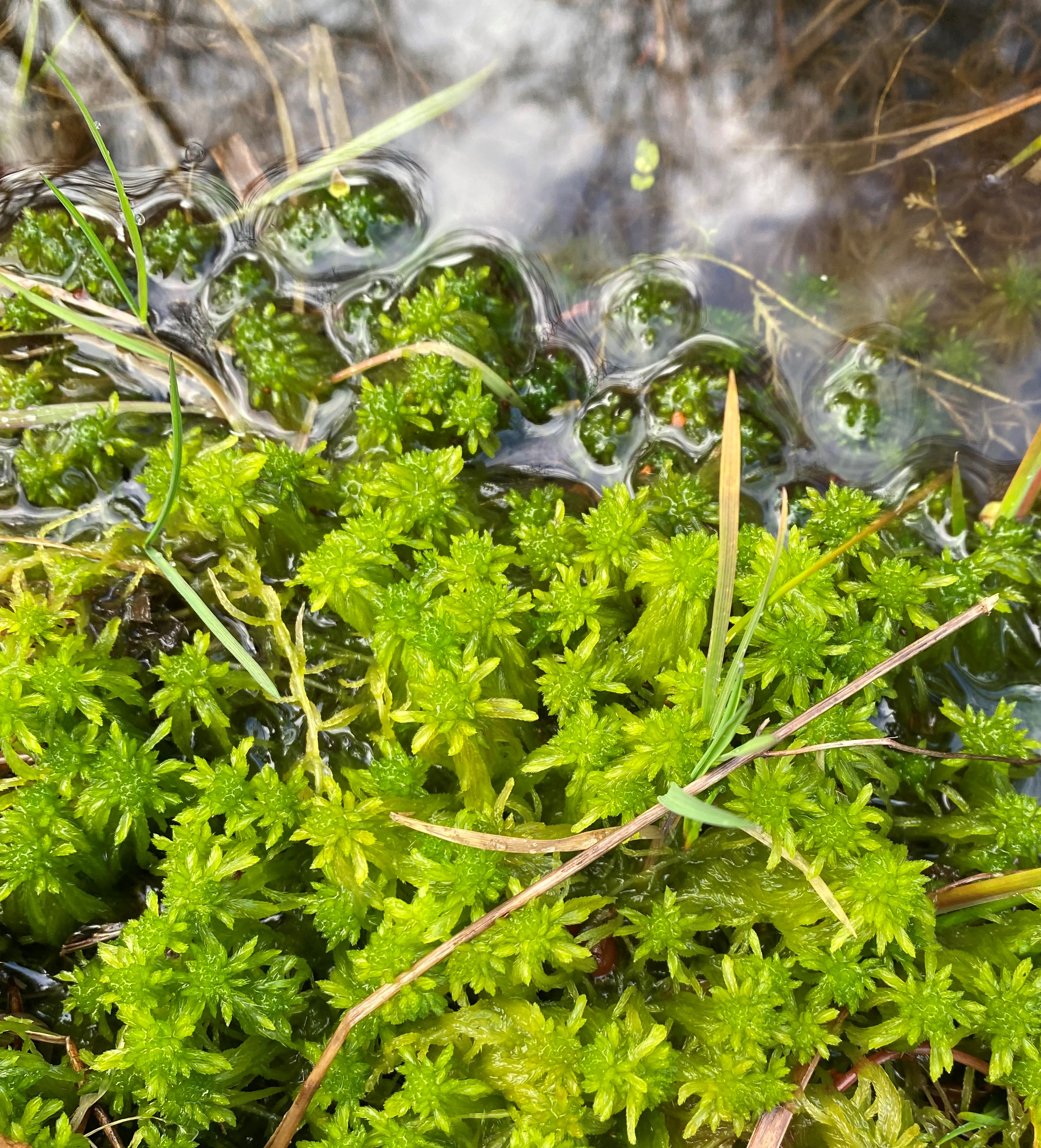
Torfmoos (Sphagnum spec.)
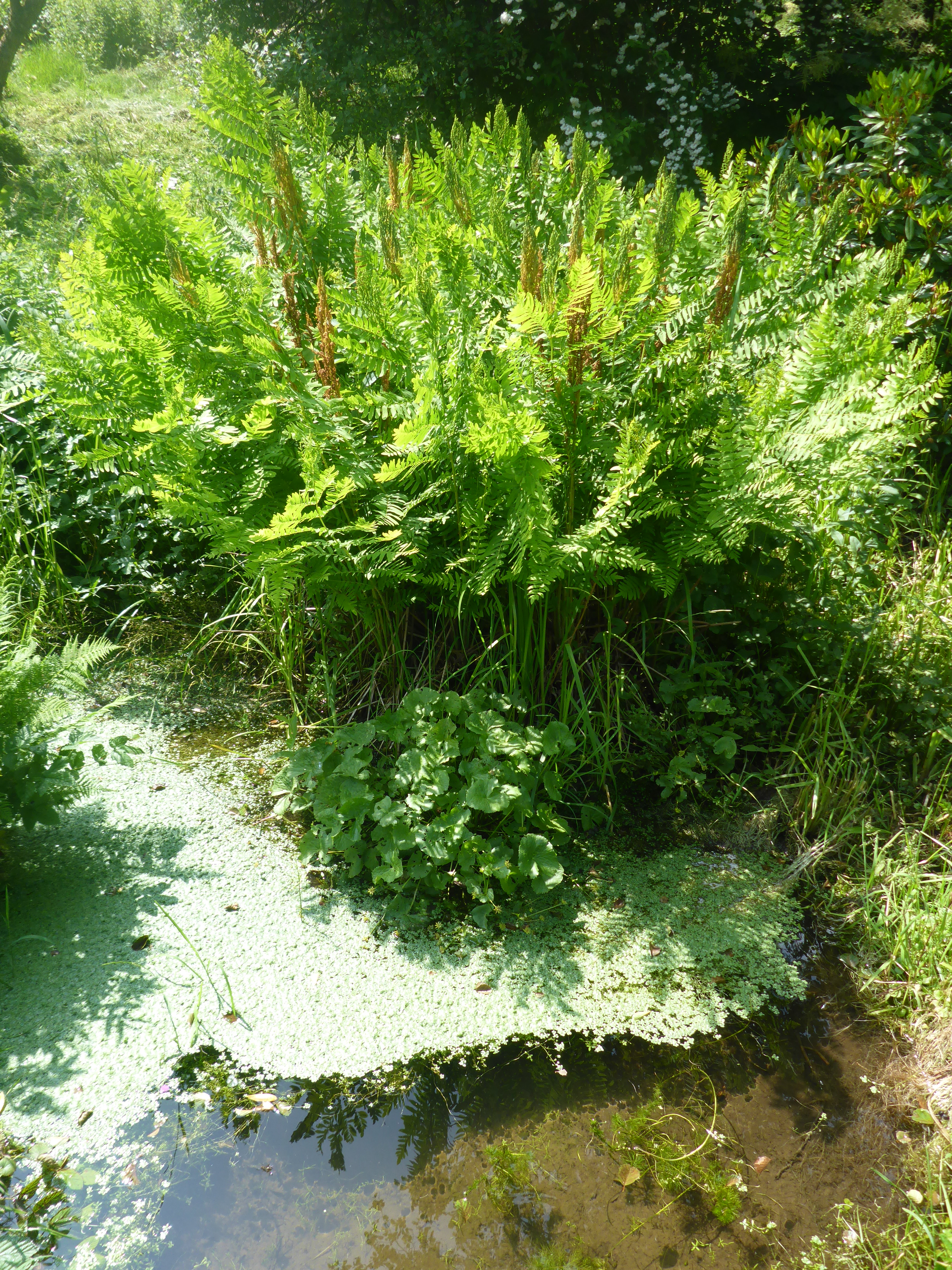
Königsfarn (Osmunda regalis)
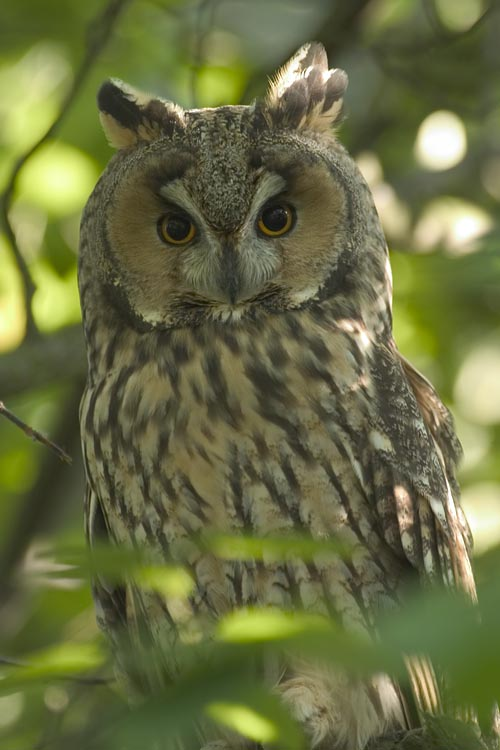
Waldohreule (Asio otus)
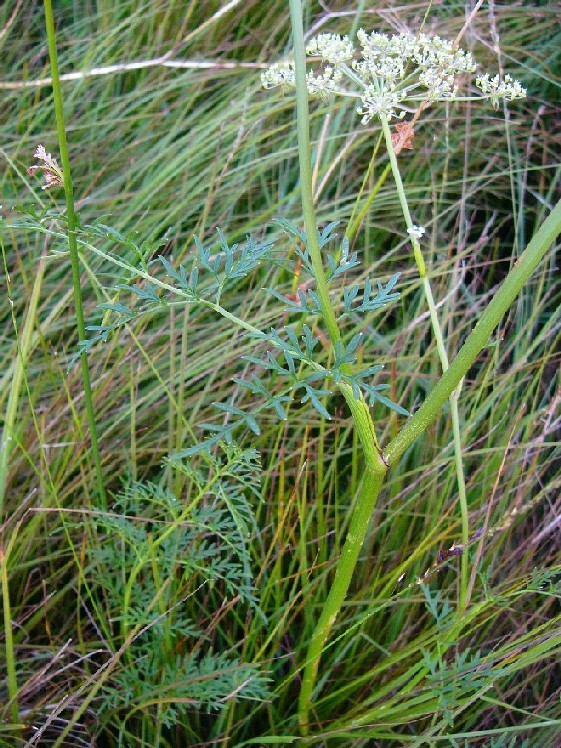
Sumpf-Haarstrang (Peucedanum palustre)
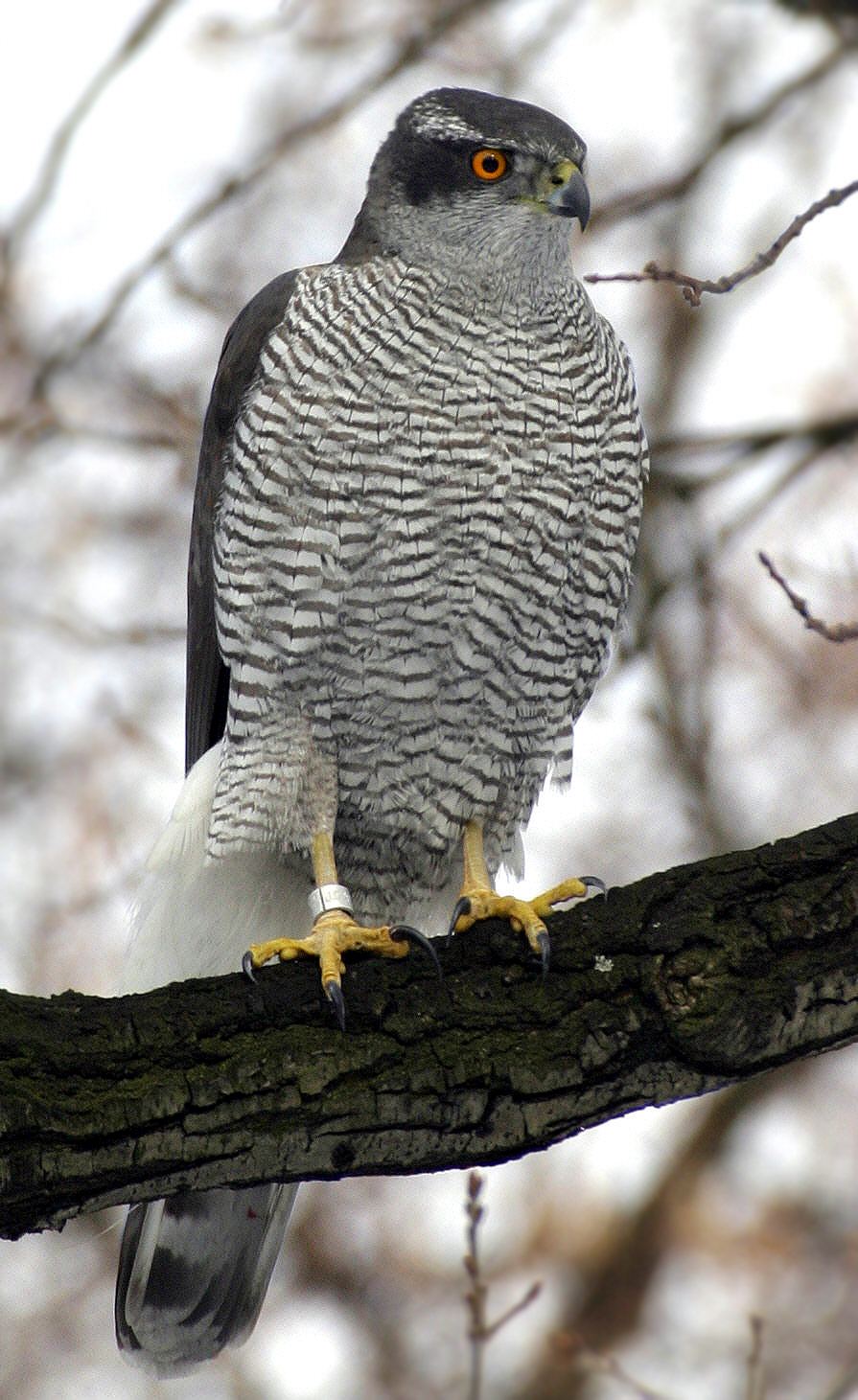
Habicht (Accipiter gentilis)
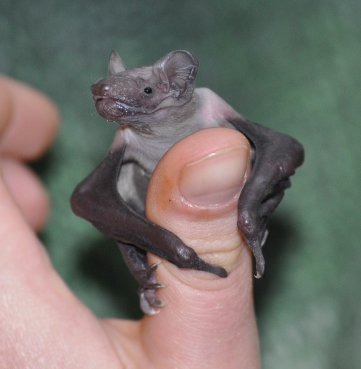
Großer Abendsegler (Jungtier) (Nyctalus noctula)
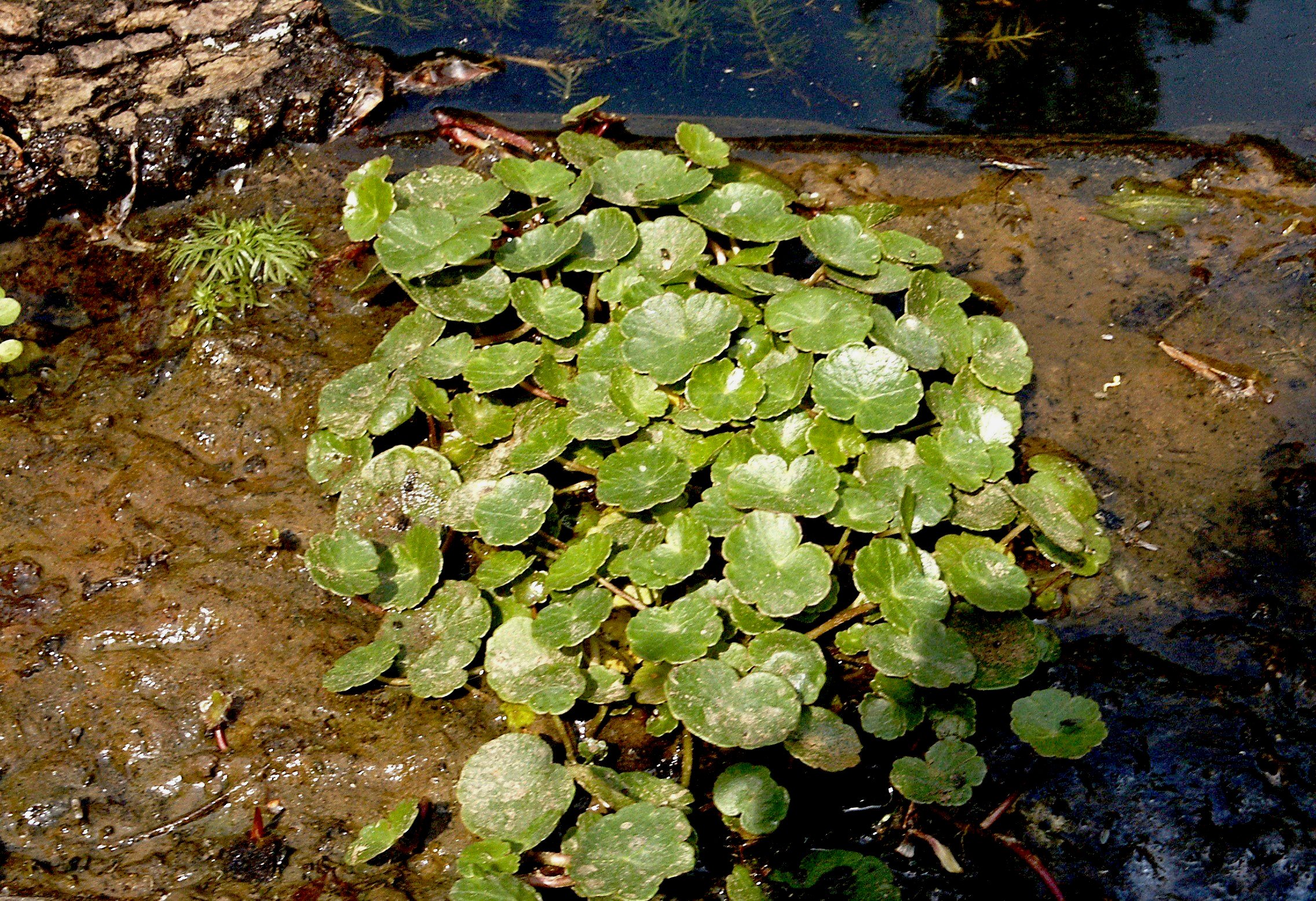
Wassernabel (Hydrocotyle vulgaris)
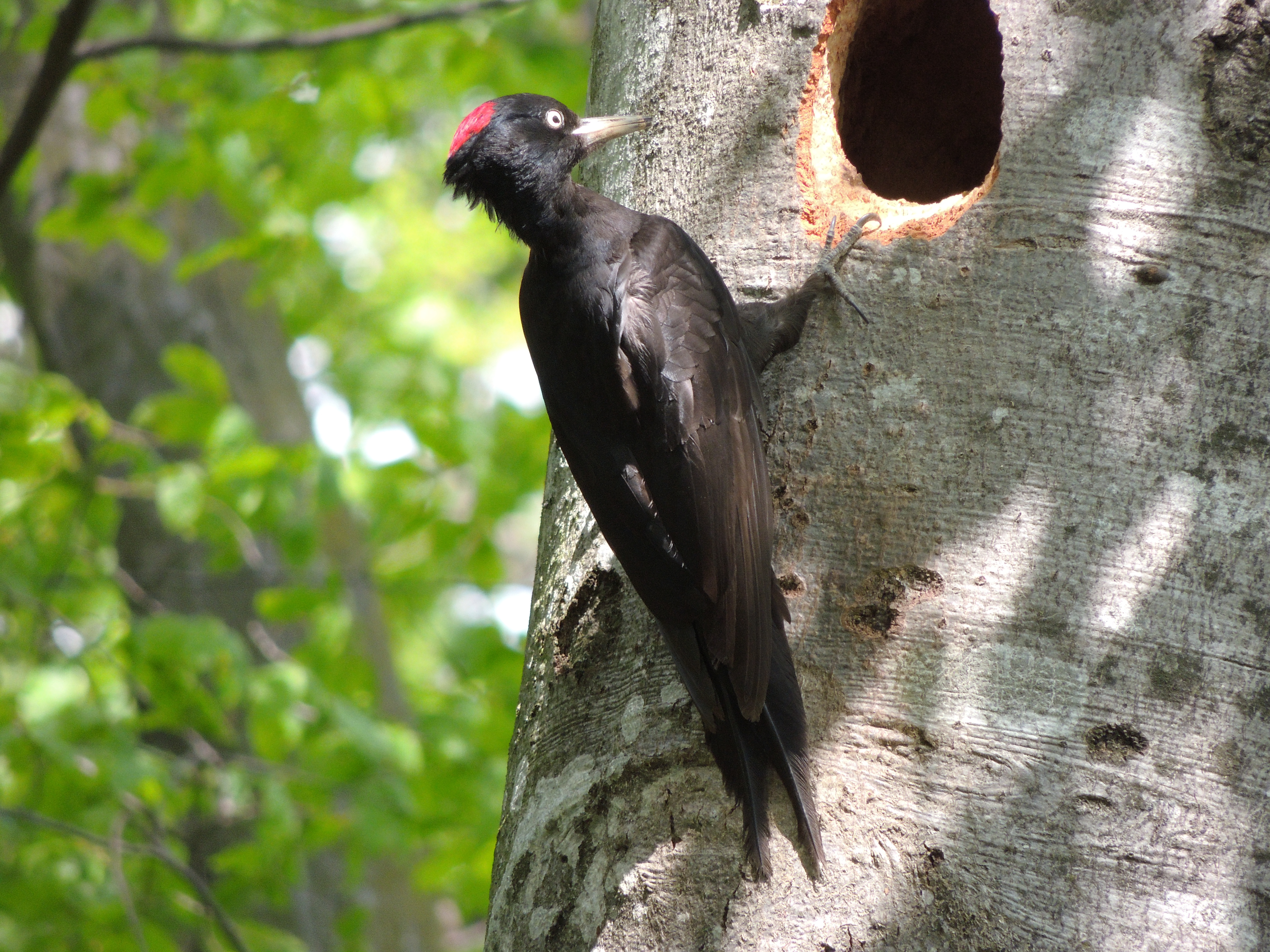
Schwarzspecht (Dryocopus martius)

## Wanderwege und Sehenswürdigkeiten

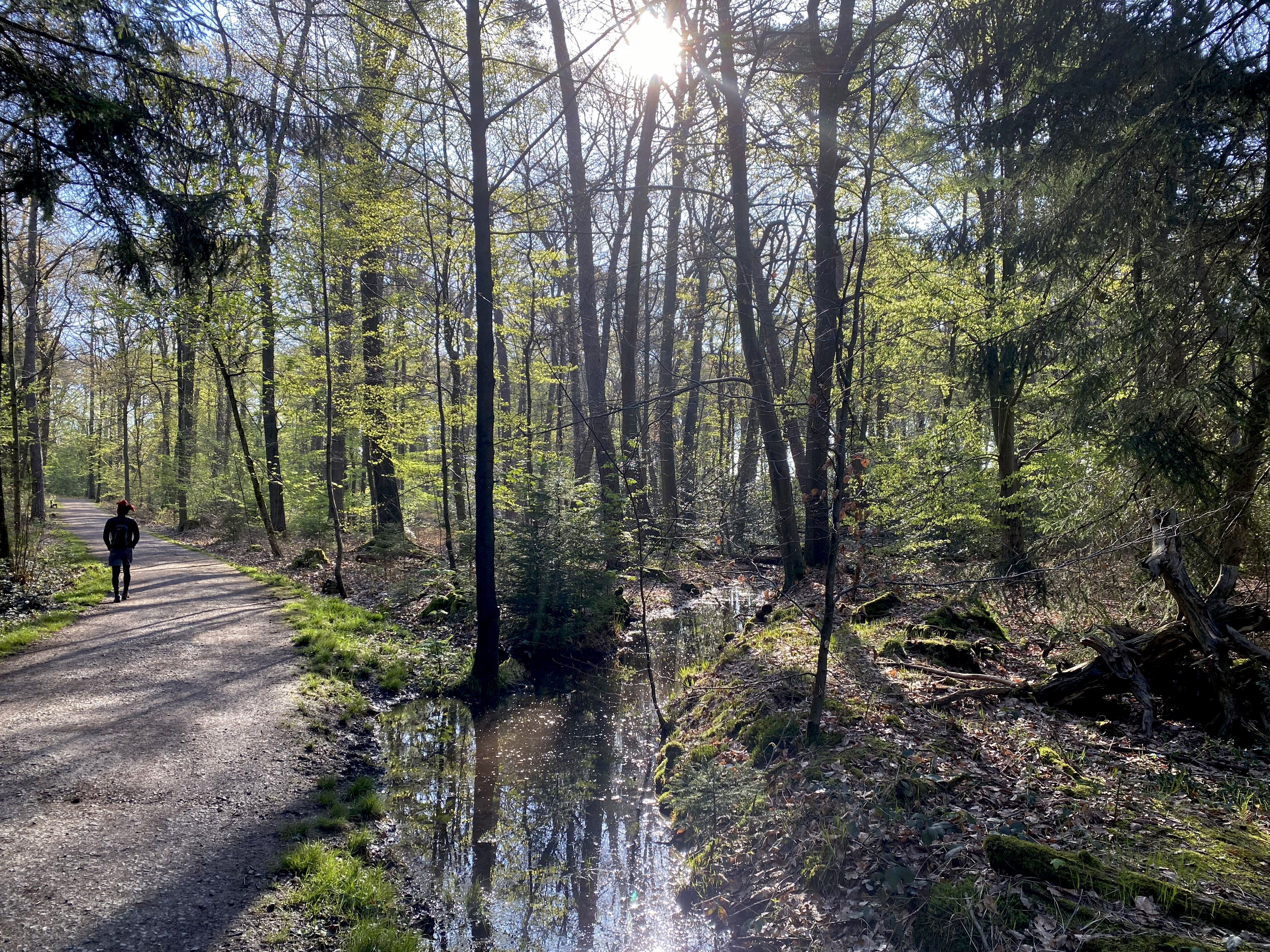
Götscher Bach mit Wanderweg A3

Das Naturschutzgebiet ist durch mehrere ausgewiesene Wanderwege erschlossen. Wanderparkplätze sind am Engelsberger Hof sowie an der Haus Gravener Straße reichlich vorhanden. Vom Engelsberger Hof aus führt der Rundwanderweg A3 nach Osten durch das Gebiet, macht eine Schleife über das Schloss Hackhausen und Krüdersheide und führt schließlich wieder zurück zum Ausgangspunkt. 
Um den Teilbereich westlich der A3 zu erwandern, kann im Süden die Autobahn 3 auf dem Fahrweg Götsche überquert werden, ab dem Wanderzeichen Posthorn kann dem Weg nach rechts und dann an der nächsten Weggabelung wieder nach rechts Richtung Norden gefolgt werden. Dieser Weg führt entlang der Westgrenze des Gebiets über den Kniebach bis zur Raststätte Ohligser Heide, von der aus der Ausgangspunkt am Engelsberger Hof wieder erreicht werden kann. 
Zusätzlich wird das Naturschutzgebiet vom Neanderlandsteig, dem Klingenpfad (S) und dem Neandertalweg, einer Hauptwanderstrecke des Sauerländischen Gebirgsvereins (X30) durchquert. Ausflugsziele in der Nähe sind das Schloss Hackhausen, der Waldhof Hackhausen, die Ohligser Heide, Spielplatz und Park am Engelsberger Hof, Schwanenmühle und die Motte Schwanenmühle sowie die Wasserburg Haus Graven.